# Extractieve destillatie
Extractieve destillatie is een vorm van destillatie die men gebruikt om een mengsel van verbindingen te scheiden waarvan de kookpunten dicht bijeen liggen, zodat hun relatieve vluchtigheid niet veel groter is dan 1. Met gewone destillatie zijn zulke mengsels zeer moeilijk te scheiden.
Men voegt aan het mengsel een andere vloeistof toe, die een kookpunt heeft dat hoger is dan dat van de te scheiden verbindingen. Deze vloeistof - het extractiemiddel - wordt toegevoegd aan de top van een platendestillatiekolom en stroomt naar beneden tot in de reboiler. Op elke plaat van de destillatiekolom vergroot ze de relatieve vluchtigheid van de te scheiden componenten zodanig dat de scheiding groter wordt en er minder platen nodig zijn om dezelfde scheiding te verkrijgen, of dat er een grotere scheiding mogelijk wordt met eenzelfde aantal platen. Het extractiemiddel moet mengbaar zijn maar mag geen azeotropen vormen met de andere componenten.
Meestal kiest men als extractiemiddel een vloeistof met een kookpunt dat minstens 20 °C hoger is dan dat van de te scheiden componenten. Dan zal het extractiemiddel bijna volledig naar beneden stromen en niet in het topproduct voorkomen. Het extractiemiddel dient nadien nog uit het bodemproduct afgescheiden te worden in een tweede destillatiekolom (de regeneratiekolom).
Een voorbeeld is de scheiding van 1-pentanol (kookpunt 138 °C) en cyclopentanol (kookpunt 140 °C). Ze hebben een relatieve vluchtigheid van 1,15, en om een scheiding tot 99% 1-pentanol in het topproduct te bekomen zou men 66 theoretische platen nodig hebben. Door het extractiemiddel ethyleenglycol (kookpunt 197 °C) toe te voegen verandert de relatieve vluchtigheid in 1,34 en dan zijn er voor dezelfde 99% zuiverheid slechts 32 theoretische platen nodig. Met sulfolaan (kookpunt 285 °C) als extractiemiddel wordt de relatieve vluchtigheid 1,24 en zijn er 43 theoretische platen nodig.